# Nectocaris pteryx
Nectocaris pteryx (лат.) — вид вымерших животных неясного систематического положения, единственный в роде Nectocaris и семействе Nectocarididae. Жили в морях кембрийского периода (520—505 млн лет назад).
Название происходит от др.-греч. νηκτόν («nekton») — «плавающий», καρίς («karis») — «креветка» и πτέρυξ («pteryx») — «крыло»)

## Морфология и биология
Nectocaris имеют схожие черты с такими разными животными, как членистоногие, хордовые, головоногие моллюски.
Животное достигало 2—5 см длины, имело 2 щупальца, стебельчатые глаза, «плавники» по бокам тела, и вело хищный образ жизни.

## История исследования
Впервые животное открыто палеонтологами в 1910 году среди первых находок из знаменитого теперь местонахождения кембрийской фауны в сланцах Бёрджес) в Канаде.
В 2010 году канадские палеонтологи Мартин Смит (Martin Smith) и Жан-Бернард Кэрон (Jean-Bernard Caron) опубликовали статью, в которой доказывают, что Nectocaridae — предки головоногих. Они считают, что у Nectocaris pteryx был сифон, через который животное могло с силой выбрасывать воду, как это делают современные цефалоподы.
Другие учёные считают Nectocaris членистоногим из класса Dinocarida.
Против причисления Nectocaris к головоногим указывают некоторые факты, например, отсутствие у него раковины, характерной для ископаемых палеозойских головоногих моллюсков, данные эмбриологии не подтверждают родство Nectocaris с Cephalopoda.
В то же время критики отмечают отсутствие у Nectocaris радулы, характерной для моллюсков, причём её отсутствие нельзя объяснить плохой сохранностью образцов — на данный момент их известно несколько, с достаточно хорошей детальностью. Более того, структура тела не позволяет поместить в нём пищеварительную систему там же, где она находилась у моллюсков.
В целом, положение Nectocarididae в системе животного мира остаётся предметом дискуссий.
В 2013 году Мартин Смит синонимизировал с Nectocaris pteryx виды Petalium latus, чьи ископаемые остатки нашли на территории современного Китая, и Vetustovermis planus с территории современных Австралии и Китая.